# معرفتعلی اسلامی
معرفتعلی اسلامی (متولد ۱۳۲۱، میانه) یککشتی‌گیر ایرانی‌تبار است. این پیشکسوت ورزش کشتی، فعالیت خود را در سال ۱۳۴۲ از تهران به صورت حرفه‌ای شروع کرد و در کناراستادانی همچون شمس‌الدین عباسی و دیگر پیشکسوتان کشتی مقام‌هایی کسب کرد. در سال ۱۳۴۶ به تیم ملی ایران دعوت شد و تامرحله مقدماتی ورود به مسابقات المپیک پیش رفت. بعد از مدتی به واسطه شغل خود رفوگری به انگلیس رفت و کشتی را در آنجا به صورت حرفه‌ای ادامه داد و در سال‌های ۱۳۷۱ و ۱۳۷۲ و ۱۳۷۳ در مسابقات باشگاهی انگلیس به مقام‌های اولی و دومی دست یافت. معرفتعلی اسلامی در لندن به مربیگری مشغول است و در لندن زندگی می‌کند.